# Laurent Dubreuil (patinage de vitesse)
Pour les articles homonymes, voir Laurent Dubreuil et Dubreuil.
Laurent Dubreuil, né le 25 juillet 1992 à Québec, est un patineur de vitesse québécois.

## Biographie
Laurent Dubreuil est le fils d'un couple de patineurs de vitesse québécois, Robert Dubreuil et Ariane Loignon.
En décembre 2021, l'athlète a réalisé une course de 500 mètres en 34,06 secondes, se méritant ainsi une place sur le podium.
En 2022, après avoir seulement participé à la première journée de compétition aux Championnats du monde de sprint, Laurent a dû se retirer pour le reste de la compétition car il a testé positif à la COVID-19.
En mars 2025 et pour la première fois depuis 2019, Laurent se positionne 5e place aux mondiaux.

## Palmarès

### Jeux olympiques d'hiver
| Épreuve / Édition   | 500 mètres | 1 000 mètres                       | 1 500 mètres | 3 000 mètres | 5 000 mètres | Mass start | Poursuite par équipes |
| JO 2018 Pyeongchang | 18e        | 25e                                | —            | —            | —            | —          | —                     |
| JO 2022 Pékin       | 4e         | Médaille d'argent, Jeux olympiques | —            | —            | —            | —          | —                     |

Légende :
- : première place, médaille d'or
- : deuxième place, médaille d'argent
- : troisième place, médaille de bronze
- : pas d'épreuve
- — : Non disputée par le patineur
- DSQ : disqualifié

### Championnats du monde
- Championnats du monde simple distance de patinage de vitesse
  -  Médaille de bronze du 500 mètres
- Championnats du monde de sprint de patinage de vitesse
  -  Médaille d'argent en 2020 à Hamar
- Championnats du monde longue piste en Pologne[5]
  -  Médaille d'or du 500 mètres en 2023